# Lee J. Cobb
Lee J. Cobb, pseudonimo di Leo Jacoby (New York, 8 dicembre 1911 – Los Angeles, 11 febbraio 1976), è stato un attore statunitense.
Celebre caratterista, è stato attivo a Broadway negli anni giovanili per poi passare a importanti interpretazioni sia sul grande che sul piccolo schermo in età matura.

## Biografia
Nato da una famiglia ebraica, da Benjamin "Benzion" Jacob e Kate Neilecht, scoprì giovanissimo la sua passione per il teatro e si unì al Group Theatre nel 1935. Il successo sulle scene arrivò nel 1949, quando interpretò Willy Lohman nel dramma di Arthur Miller Morte di un commesso viaggiatore per la regia di Elia Kazan; questa è considerata la sua più grande interpretazione teatrale, che riprese nella versione televisiva del 1966 per la CBS. 
Nel 1953, durante la campagna anti-comunista del senatore McCarthy, Cobb fu messo nella "lista nera" per il suo coinvolgimento in campagne umanitarie sospettate di spionaggio per l'Unione Sovietica, e costretto, suo malgrado, a fare il nome di almeno 20 persone dello spettacolo americane, additandole come membri del Partito Comunista. In seguito a questa testimonianza rimase lontano dalle scene per circa un anno. Ripresa la carriera, Cobb partecipò a molti spettacoli di Broadway e a film di successo: dall'ormai leggendario Fronte del porto (1954), sempre di Kazan, a western quali Io sono la legge (1971). Attore eclettico, lo si ritrova tra i 12 protagonisti de La parola ai giurati (1957), in film di denuncia sociale come Il giorno della civetta (1968), girato in Italia da Damiani, e nel ruolo del detective Kinderman ne L'esorcista (1973) di William Friedkin, una delle sue interpretazioni più celebri. Negli ultimi anni di vita tornò in Italia per recitare in ben sei film, quasi tutti nell'ambito del filone poliziottesco e pochi mesi prima di morire lavorò per la Rai nell'episodio Gli antenati della serie Alle origini della mafia, trasmesso postumo nel novembre 1976.

## Vita privata
Sposatosi con Helen Beverly nel 1940, si risposò nel 1957 con Mary Hirsch. Morì a 64 anni, per un infarto, a Woodland Hills in California ed è sepolto al Mount Sinai Memorial Park Cemetery di Los Angeles. 

## Filmografia parziale

Lee J. Cobb in La polizia sta a guardare (1973)

### Cinema
- Passione (Golden Boy), regia di Rouben Mamoulian (1939)
- Bernadette (The Song of Bernadette), regia di Henry King (1943)
- Anna e il re del Siam (Anna and the King of Siam), regia di John Cromwell (1946)
- Il capitano di Castiglia (Captain from Castile), regia di Henry King (1947)
- A sangue freddo (Johnny O'Clock), regia di Robert Rossen (1947)
- Boomerang - L'arma che uccide (Boomerang), regia di Elia Kazan (1947)
- Il miracolo delle campane (The Miracle of the Bells), regia di Irving Pichel (1948)
- Chiamate Nord 777 (Call Northside 777), regia di Henry Hathaway (1948)
- L'isola del desiderio (The Luck of the Irish), regia di Henry Koster (1948)
- Pazzia (The Dark Past), regia di Rudolph Maté (1948)
- I corsari della strada (Thieves' Highway), regia di Jules Dassin (1949)
- L'uomo che ingannò se stesso (The Man Who Cheated Himself), regia di Felix E. Feist (1950)
- Damasco '25 (Sirocco), regia di Curtis Bernhardt (1951)
- Il gigante del Texas (The Tall Texan), regia di Elmo Williams (1953)
- Fronte del porto (On the Waterfront), regia di Elia Kazan (1954)
- Gorilla in fuga (Gorilla at Large), regia di Harmon Jones (1954)
- Yankee Pascià (Yankee Pasha), regia di Joseph Pevney (1954)
- Destino sull'asfalto (The Racers), regia di Henry Hathaway (1955)
- La mano sinistra di Dio (The Left Hand of God), regia di Edward Dmytryk (1955)
- L'uomo dal vestito grigio (The Man in the Grey Flannel Suit), regia di Nunnally Johnson (1956)
- La parola ai giurati (12 Angry Men), regia di Sidney Lumet (1957)
- La donna dai tre volti (The Three Faces of Eve), regia di Nunnally Johnson (1957)
- La giungla della settima strada (The Garment Jungle), regia di Vincent Sherman (1957)
- Dove la terra scotta (Man of the West), regia di Anthony Mann (1958)
- Karamazov (The Brothers Karamazov), regia di Richard Brooks (1958)
- Il dominatore di Chicago (Party Girl), regia di Nicholas Ray (1958)
- Ma non per me (But Not for Me), regia di Walter Lang (1959)
- L'agguato (The Trap), regia di Norman Panama (1959)
- Verdi dimore (Green Mansions), regia di Mel Ferrer (1959)
- Exodus, regia di Otto Preminger (1960)
- I quattro cavalieri dell'Apocalisse (The Four Horsemen of the Apocalypse), regia di Vincente Minnelli (1962)
- La conquista del West (How the West Was Won), regia di John Ford, Henry Hathaway e George Marshall (1962)
- Quel dannato pugno di uomini (Meanest Men in the West), regia di Charles B. Dubin, Samuel Fuller (1965)
- Il nostro agente Flint (Our Man Flint), regia di Daniel Mann (1965)
- A noi piace Flint (In Like Flint), regia di Gordon Douglas (1967)
- L'uomo dalla cravatta di cuoio (Coogan's Bluff), regia di Don Siegel (1968)
- Il giorno della civetta, regia di Damiano Damiani (1968)
- L'oro di Mackenna (MacKenna's Gold), regia di J. Lee Thompson (1969)
- Il silenzio si paga con la vita (The Liberation of L.B. Jones), regia di William Wyler (1970)
- Macho Callagan (Macho Callahan), regia di Bernard L. Kowalski (1970)
- Io sono la legge (Lawman), regia di Michael Winner (1971)
- Il solitario del West (The Bull of the West), regia di Paul Stanley (1972)
- L'esorcista (The Exorcist), regia di William Friedkin (1973)
- La polizia sta a guardare, regia di Roberto Infascelli (1973)
- L'uomo che amò Gatta Danzante (The Man Who Loved Cat Dancing), regia di Richard C. Sarafian (1973)
- Il venditore di palloncini, regia di Mario Gariazzo (1974)
- Mark il poliziotto, regia di Stelvio Massi (1975)
- Mark il poliziotto spara per primo, regia di Stelvio Massi (1975)
- Toccarlo... porta fortuna (That Lucky Touch), regia di Christopher Miles (1975)
- Gli amici di Nick Hezard, regia di Fernando Di Leo (1976)
- La legge violenta della squadra anticrimine, regia di Stelvio Massi (1976)

### Televisione
- Lights Out – serie TV, episodio 4x10 (1951)
- The Alcoa Hour – serie TV, episodio 1x08 (1956)
- Westinghouse Desilu Playhouse – serie TV, episodio 1x10 (1959)
- The DuPont Show of the Month – serie TV, episodi 3x03-4x01 (1959-1960)
- General Electric Theater – serie TV, episodi 8x18-10x30 (1960-1962)
- June Allyson Show (The DuPont Show with June Allyson) – serie TV, episodio 2x18 (1961)
- Il virginiano (The Virginian) – serie TV, 120 episodi (1962-1966)
- Morte di un commesso viaggiatore, versione TV (1966)
- Gunsmoke – serie TV, episodio 20x13 (1974)
- Prigionieri in fondo al mare (Trapped Beneath the Sea), regia di William A. Graham – film TV (1974)
- Quel dannato pugno di uomini (The Meanest Men in the West) – film TV (1974)
- Alle origini della mafia, regia di Enzo Muzii – miniserie TV, puntata 1 (1976)

## Riconoscimenti
- Premio Oscar
  - 1955 – Candidatura al miglior attore non protagonista per Fronte del porto
  - 1959 – Candidatura al miglior attore non protagonista per Karamazov

- Golden Globe
  - 1958 – Candidatura al miglior attore non protagonista per La parola ai giurati
  - 1964 – Candidatura al miglior attore non protagonista per Alle donne ci penso io

## Doppiatori italiani
- Giorgio Capecchi in Bernadette, Il miracolo delle campane, Chiamate Nord 777, I corsari della strada, Il gigante del Texas, Yankee Pascià, Dove la terra scotta, Karamazov, Il dominatore di Chicago, Ma non per me, L'agguato, Verdi dimore, I quattro cavalieri dell'Apocalisse, La conquista del West
- Mario Pisu in Fronte del porto, Destino sull'asfalto, La mano sinistra di Dio, L'uomo dal vestito grigio, La donna dai tre volti
- Corrado Gaipa in Il giorno della civetta, Io sono la legge, L'esorcista[3], L'uomo che amò Gatta Danzante, Alle origini della mafia
- Emilio Cigoli in La parola ai giurati, La giungla della settima strada, Exodus, Il nostro agente Flint
- Arturo Dominici in Mark il poliziotto, Mark il poliziotto spara per primo, Toccarlo... porta fortuna, Gli amici di Nick Hezard
- Carlo Romano in Boomerang - L'arma che uccide, L'isola del desiderio, Gorilla in fuga
- Vittorio Di Prima in Passione (ridoppiaggio)[4], Anna e il re del Siam (ridoppiaggio)[5][6], Il virginiano
- Mario Besesti in I conquistatori del West, Damasco '25
- Gaetano Verna in Il capitano di Castiglia
- Olinto Cristina in Pazzia
- Manlio Guardabassi in Quel dannato pugno di uomini
- Bruno Persa in A noi piace Flint
- Carlo D'Angelo in L'uomo dalla cravatta di cuoio
- Alessandro Sperlì in L'oro di Mackenna
- Giuseppe Rinaldi in La polizia sta a guardare
- Roberto Bertea in La legge violenta della squadra anticrimine